# Campeonato Europeo de Atletismo de 2030
El XXIX Campeonato Europeo de Atletismo se celebrará en el año 2030 bajo la organización de Atletismo Europeo (EA).

## Candidaturas
Las siguientes ciudades han presentado su candidatura para la realización del campeonato:
- Bruselas ( Bélgica).[1]
- Helsinki ( Finlandia).[2]
- Zúrich ( Suiza).[2]